# Casuarina glauca
Espèce
Classification phylogénétique
Casuarina glauca est une espèce de plantes de la famille des Casuarinaceae poussant sur la côte est de l'Australie. On le trouve depuis le centre du sud du Queensland au sud de la Nouvelle-Galles du Sud. Il s'est acclimaté dans les Everglades en Floride, où il est considéré comme une mauvaise herbe.
Il se présente soit sous forme d'arbre, soit sous forme de buisson, soit sous forme de plante rampante.

## Galerie

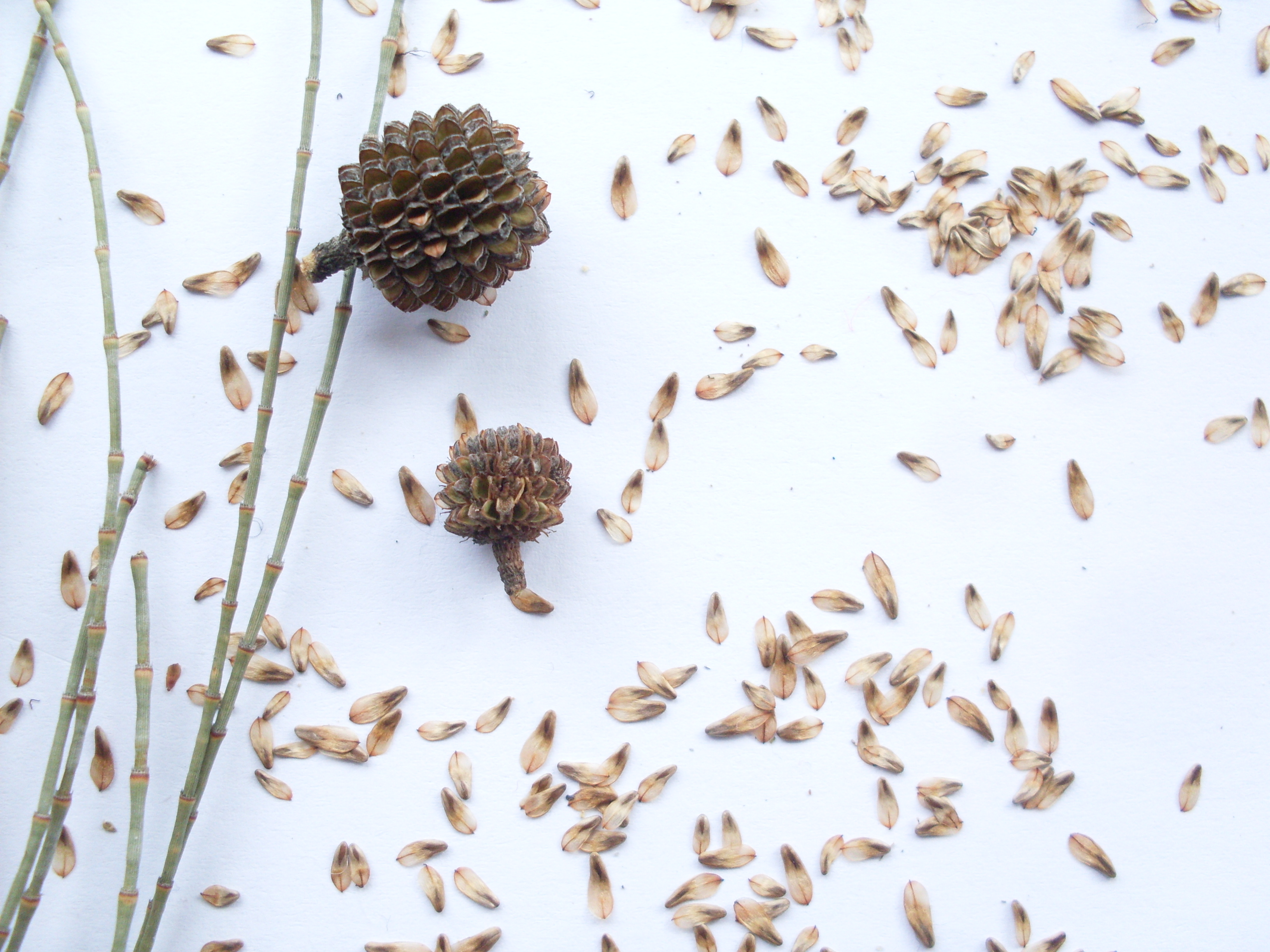
Graines

### Source
- (en) Cet article est partiellement ou en totalité issu de l’article de Wikipédia en anglais intitulé « Casuarina glauca » (voir la liste des auteurs).